# 276 Adelheid
Adelheid (asteroide 276) é um asteroide da cintura principal com um diâmetro de 121,6 quilómetros, a 2,8891758 UA. Possui uma excentricidade de 0,0723648 e um período orbital de 2 007,67 dias (5,5 anos).
Adelheid tem uma velocidade orbital média de 16,87696625 km/s e uma inclinação de 21,64451º.
Este asteroide foi descoberto em 17 de Abril de 1888 por Johann Palisa.